# Egito nos Jogos Olímpicos de Verão de 2004
Egito competiu nos Jogos Olímpicos de Verão de 2004, em Atenas, na Grécia.

## Desempenho

### Remo
Masculino
| Equipe      | Evento        | Eliminatórias | Eliminatórias | Repescagem | Repescagem | Semifinal | Semifinal | Final   | Final                |
| Equipe      | Evento        | Tempo         | Posição       | Tempo      | Posição    | Tempo     | Posição   | Tempo   | Posição (Pos. final) |
| ----------- | ------------- | ------------- | ------------- | ---------- | ---------- | --------- | --------- | ------- | -------------------- |
| Ali Ibrahim | Skiff simples | 7m36s60       | 4º R          | 6m59s05    | 2º S A/B/C | 7m14s58   | 6º FC     | 6m55s34 | 2º (14º)             |